# Tristramella magdelainae
Tristramella magdelainae е изчезнал вид лъчеперка от семейство Цихлиди (Cichlidae).